# 우노베역
우노베역(일본어: 宇野辺駅, うのべえき)은 일본 오사카부 이바라키시에 있는 오사카 모노레일의 역이다. 역 번호는 18이다.
개업 당시 역명은 이바라키역이어서 JR서일본의 이바라키역과 단거리 환승이 가능하다고 착각하는 승객이 많았다. 그래서 1997년에 오사카 공항 확장 시 우노베 역으로 개명하였다.

## 역 구조
섬식 승강장 1면 2선의 고가역, 개찰구는 2층에 1곳만 있고, 승강장은 3층에 있다.

#### 승강장
| 1 | ■ 오사카 모노레일 본선 | 미나미이바라키・다이니치・가도마시 방면    |
| 2 | ■ 오사카 모노레일 본선 | 반파쿠키넨코엔・센리추오・오사카 공항 방면 |

## 역 주변
- 이온몰 이바라키
- 긴키자동차도로
- 닛세이 본사
- 오사카 부립 이바라키니시 고등학교
- 오사카 부립 스이타히가시 고등학교
- 이바라키 우체국
- 리쓰메이칸 대학 오사카 이바라키 캠퍼스
- JR 교토 선 이바라키역

## 역사
- 1990년 6월 1일: 이바라키역으로 영업 개시.
- 1997년 4월 1일: 우노베역으로 개명됨.

## 인접역
| 오사카 고속철도 ■ 오사카 모노레일 본선 | 오사카 고속철도 ■ 오사카 모노레일 본선 | 오사카 고속철도 ■ 오사카 모노레일 본선 |
| -------------------------------------- | -------------------------------------- | -------------------------------------- |
| 17 반파쿠키넨코엔 오사카 공항 방면     |                                        | 미나미이바라키 19 가도마시 방면        |